# Еджеабат (ільче)
40°11′00″ пн. ш. 26°21′00″ сх. д. / 40.183333333333° пн. ш. 26.35° сх. д.
Еджеабат (тур. Eceabat) — ільче (округ) у складі ілу Чанаккале на заході Туреччини. Адміністративний центр — місто Еджеабат.

## Склад
До складу ільче (округу) входить 1 буджак (район) та 13 населених пунктів (1 міста та 12 сіл).

### Найбільші населені пункти
| №  | Населений пункт | Населення, осіб (2011) |
| -- | --------------- | ---------------------- |
| 1  | Еджеабат        | 5 293                  |
| 2  | Кілідюлбахір    | 844                    |
| 3  | Алчитепе        | 510                    |
| 4  | Бехрамли        | 435                    |
| 5  | Кумкьой         | 356                    |
| 6  | Седдюлбахір     | 286                    |
| 7  | Ялова           | 277                    |
| 8  | Бюйюканафарта   | 256                    |
| 9  | Бешйол          | 251                    |
| 10 | Кючюканафарта   | 207                    |